# Pasquale Fiore (giurista)
Pasquale Fiore (Terlizzi, 8 aprile 1837 – Napoli, 17 dicembre 1914) è stato un giurista e politico italiano.

## Biografia
Laureatosi nel 1860 a Napoli, nel 1863 partecipò al concorso e ottenne la cattedra di diritto internazionale all'università di Urbino. Nel 1865 si trasferì all'università di Pisa per lo stesso insegnamento.
A Pisa pubblicò alcuni lavori (Nuovo diritto pubblico internazionale  e il Diritto internazionale privato) che furono tradotte in francese. A Pisa rimase fino al 1875, anno in cui si trasferì all'università di Torino, dove fu professore ordinario per la cattedra di diritto internazionale. Nella stessa città praticò anche, con un certo successo, la professione di avvocato.
Nel 1882 passò all'università di Napoli, dove insegnò fino alla morte, prima diritto privato comparato e poi diritto internazionale.
Nel 1902 divenne membro ordinario della Società reale di Napoli. Nel 1910 fu nominato senatore.

## Opere

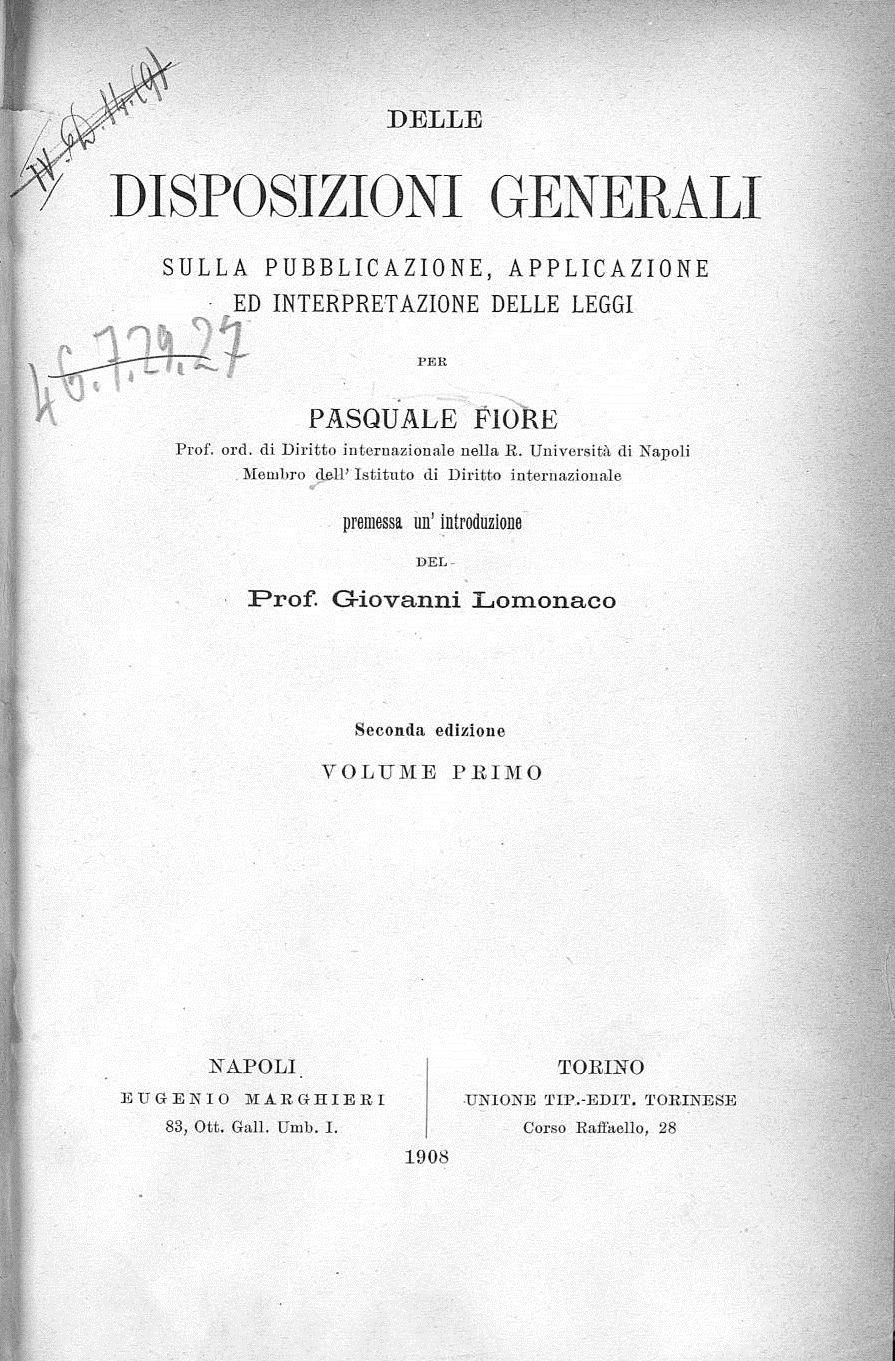
Delle disposizioni generali sulla pubblicazione, applicazione ed interpretazione delle leggi, 1908

- Il diritto internazionale codificato e la sua sanzione giuridica
- Questioni di diritto su casi controversi esaminati e discussi
- Nuovo diritto internazionale pubblico, Milano, 1865.
- Del fallimento secondo il diritto internazionale privato, Pisa, 1873.
- Effetti internazionale delle sentenze e degli atti, 1a. ed. 1875; 2. ed. 1877.
- Trattato di diritto internazionale pubblico, 3 voll., Torino, 1879-84.
- Diritto internazionale privato, Firenze, 1869; Torino 1888.
- Delle disposizioni generali sulla pubblicazione interpretazione ed applicazione delle leggi, Torino, 1886.
  -  Delle disposizioni generali sulla pubblicazione, applicazione ed interpretazione delle leggi, vol. 1, Napoli : Eugenio Marghieri ; Torino : Unione Tip.-Edit. Torinese, 1908.
- Ordinamento giuridico della società degli stati. Il diritto internazionale codificato e la sua sanzione giuridica, 1890.